# Tulsi Gabbard
Tulsi Gabbard (Leloaloa, 12 april 1981) is een Amerikaans politica.
Van 2013 tot 2021 vertegenwoordigde ze als Democraat Hawaï in het Huis van Afgevaardigden. Naast haar politieke activiteiten was ze ook lange tijd majoor in de Hawaii National Guard; sinds juni 2020 is ze actief bij een in Californië gelegerde eenheid van de U.S. Army Reserve (351st Civil Affairs Command). Ze was de eerste praktiserende hindoe in het Congres en daarnaast (met Tammy Duckworth) een van de eerste vrouwen in het Huis van Afgevaardigden met gevechtservaring; ze diende in de Irakoorlog.
Sinds 12 februari 2025 is ze directeur van de Nationale Inlichtingendiensten in het kabinet-Trump II.

## Levensloop
Gabbard was van 22 januari 2013 tot 28 februari 2015 vicevoorzitter van het Democratisch Nationaal Comité (DNC). Ze trad terug uit die functie vanwege haar politieke voorkeur voor Bernie Sanders als presidentskandidaat, in tegenstelling tot de overheersende voorkeur in het DNC voor Hillary Clinton.
In het 114e congres maakte ze deel uit van het comité voor Buitenlandse Zaken alsook het comité voor Binnenlandse Veiligheid. Ze vertegenwoordigde tot 2021 het 115e congres van Hawaï.

### Kandidatuur presidentsverkiezing 2020
Gabbard kondigde in januari 2019 aan zich kandidaat te stellen voor het presidentschap van de VS.
Op 18 oktober 2019 beweerde Hillary Clinton, zonder Gabbard bij naam te noemen, dat Rusland een vrouwelijke Democratische presidentskandidaat aan het manipuleren is om als onafhankelijk kandidaat voor een derde partij de herverkiezing van president Trump te bevorderen door het uitwaaiereffect (spoilereffect). Later die dag reageerde Gabbard in een tweet, waarin zij Clinton betitelde als "de koningin van de oorlogshitsers, de belichaming van corruptie, en sinds tijden de personificatie van het rot dat de Democratische partij aantast". Ook daagde ze haar uit deel te nemen aan de komende Democratische presidentiële voorverkiezing. Dezelfde avond betoogde Gabbards collega, Democratisch presidentskandidaat Andrew Yang, dat Tulsi Gabbard meer respect en erkenning verdient: "Ze is nog maar amper teruggekeerd van het als militair dienen van ons land in het buitenland". Gabbard had eerder bij diverse gelegenheden gezegd dat zij zich niet als kandidaat voor een derde partij kandidaat zou stellen, indien zij er niet in slaagde de Democratische nominatie te winnen.
Op 19 maart 2020 trok Gabbard zich terug uit de race. Ze gaf aan voortaan voormalig vicepresident Joe Biden te zullen steunen.

### Republikein
In oktober 2022 verliet Gabbard de Democratische Partij uit onvrede over de woke-ideologie en het gebrek aan vrijheid van meningsuiting in die partij.
In augustus 2024 sprak Gabbard haar steun uit voor voormalig president en Republikeinse kandidaat-president Donald Trump in de aanloop naar de Amerikaanse presidentsverkiezingen van 2024. Op 22 oktober 2024 maakte Gabbard bekend dat ze zich aansloot bij de Republikeinse Partij. Daarnaast werd ze onderdeel van het presidentiële transitieteam van Trump. Na diens verkiezing kreeg ze een kabinetspositie als directeur van de Nationale Inlichtingendiensten. Op 12 februari 2025 werd ze officieel benoemd.
- Gemeinsame Normdatei: 1205839062
- Library of Congress Control Number: no2024047640
- SNAC: w63g5f53
- Biographical Directory of the United States Congress: G000571
- Virtual International Authority File: 6859156012388949700006
- WorldCat: E39PBJvmHx7Q8dD8mKWTPQXyBP